# Tille (rivier)
De Tille is een rivier in Bourgogne-Franche-Comté, Frankrijk. Bij Salives, op het plateau van Langres ontspringen drie bronriviertjes, genaamd Tille de Villemoron, Tille de Bussière en Tille de Villemervry, die in Cussey-les-Forges samenvloeien. De Tille mondt te Les Maillys uit in de Saône.
De belangrijkste zijrivieren zijn de Ignon te Til-Châtel, de Norges en de Crôsne.